# Dystrykt Diekirch
Dystrykt Diekirch (luks. Distrikt Dikrech, fr. District de Diekirch, niem. Distrikt Diekirch) – dawny dystrykt w Luksemburgu. Znajdował się w północnej części kraju. Istniał w latach 1843–2015.
W skład dystryktu wchodziło pięć kantonów z następującymi gminami:
1. Clervaux
  - Clervaux
  - Consthum
  - Heinerscheid
  - Hosingen
  - Munshausen
  - Troisvierges
  - Weiswampach
  - Wincrange
2. Diekirch
  - Bettendorf
  - Bourscheid
  - Diekirch
  - Ermsdorf
  - Erpeldange-sur-Sûre
  - Ettelbruck
  - Feulen
  - Hoscheid
  - Medernach
  - Mertzig
  - Reisdorf
  - Schieren
3. Redange
  - Beckerich
  - Ell
  - Grosbous
  - Préizerdaul
  - Rambrouch
  - Redange-sur-Attert
  - Saeul
  - Useldange
  - Vichten
  - Wahl
4. Vianden
  - Putscheid
  - Tandel
  - Vianden
5. Wiltz
  - Boulaide
  - Esch-sur-Sûre
  - Eschweiler
  - Goesdorf
  - Heiderscheid
  - Kiischpelt
  - Lac de la Haute-Sûre
  - Neunhausen
  - Wiltz
  - Winseler